# Сьюдад-де-Армерия
Сьюдад-де-Армери́я (исп. Ciudad de Armería), до 1988 года — Армери́я (исп. Armería) — небольшой город в Мексике, в штате Колима, входит в состав муниципалитета Армерия и является его административным центром. Численность населения, по данным переписи 2020 года, составила 15 368 человек.

## Общие сведения
Название Armería (с исп. — «оружейная палата») дано по названию протекающей здесь реки.
Поселение было основано в 1873 году как асьенда.
В 1882 году вблизи асьенды прокладывают железную дорогу, а Армерия становится ранчерией.
29 апреля 1935 года поселению присвоен статус посёлка, с функцией муниципального района.
3 июня 1967 года Армерия становится административным центром одноимённого муниципалитета, куда вошли части территорий муниципалитетов Мансанильо и Кокиматлан.
1 октября 1988 года поселение получило статус города и современное название.
Армерия находится в 45 км к юго-западу от столицы штата, города Колимы, на федеральной трассе 200.

## Население
| Год  | Численность | Численность |
| ---- | ----------- | ----------- |
| 2000 | 15 384      | [ 6 ]       |
| 2005 | 14 091      | [ 7 ]       |
| 2010 | 15 923      | [ 8 ]       |
| 2020 | 15 368      | [ 9 ]       |